# Valeriy Popenchenko
Valeriy Popenchenko (en russe : Валерий Владимирович Попенченко, transcription française : Valeri Vladimirovitch Popentchenko) est un boxeur soviétique né le 26 août 1937 et mort le 15 février 1975 à Moscou.
Champion olympique des poids moyens aux Jeux de Tokyo en 1964, il remporte également deux titres européens en 1963 et 1965.
Il meurt le 15 février 1975 des suites d'un mystérieux accident, tombant dans la travée des escaliers du bâtiment principal de MVTU. Il est inhumé au cimetière de la Présentation.

## Parcours auxJeux olympiques
Jeux olympiques d'été de 1964 à Tokyo (poids moyens) :
- Bat Sultan Mahmud (Pakistan) par arrêt de l'arbitre
- Bat Joe Darkey (Ghana) aux points 5-0
- Bat Tadeusz Walasek (Pologne) par KO
- Bat Emil Schulz (Allemagne) par arrêt de l'arbitre

## Parcours enchampionnats d'Europe
- Championnats d'Europe de boxe amateur 1963 à Moscou[1] (poids moyens)
- Championnats d'Europe de boxe amateur 1965 à Berlin[2] (poids moyens)